# 大阪学院大学体育会サッカー部
大阪学院大学体育会サッカー部（おおさかがくいんだいがく たいいくかいサッカーぶ）は大阪府吹田市にある大阪学院大学のサッカークラブである。

## 概要・歴史
1967年創部。2007年に関西学生サッカーリーグ1部初優勝を果たした。
2018年には総理大臣杯予選を兼ねる関西学生サッカー選手権大会で初優勝を果たした。続く第42回総理大臣杯では、準決勝で明治大に敗れたものの、ベスト4入りの好成績を収めた。
2022年には総理大臣杯で明治大、駒沢大等の強豪校を破り初の決勝進出を果たした。

## 主な成績
- 総理大臣杯全日本大学サッカートーナメント
  - 準優勝：1回 (2022)
- 関西学生サッカーリーグ1部
  - 優勝：1回 (2007)
- 関西学生サッカー選手権大会（兼総理大臣杯予選）
  - 優勝：1回 (2018)
  - 準優勝：1回 (2009)

## 主な出身選手
2002年度卒
- 三好毅典

2004年度卒
- 佐々木勇人
- 吉田康幸

2005年度卒
- 橋垣戸光一
- 石櫃洋祐

2006年度卒
- 笹垣亮介

2007年度卒
- 稲田康志
- 妹尾隆佑
- 佐々木将貴

2008年度卒
- 馬場悠

2009年度卒
- 加藤健太
- 吉井直人
- 岡村和哉

2011年度卒
- 大槻周平
- 尾泉大樹
- 東洸大郎

2012年度卒
- 太田岳志

2013年度卒
- 柿木亮介
- 吉田実成都
- 福田恭大
- 金井拓也

2014年度卒
- 浜崎拓磨
- 脇裕基
- 熊田瑠偉
- 桑島良汰
- 望月聖矢

2015年度卒
- 河合秀人
- 瀧谷亮

2018年度卒
- 齋藤和希

2019年度卒
- 生駒稀生

2022年度卒
- 梅田陸空
- 國分龍司

2023年度卒
- 澤崎凌大